# Pépin la bulle
Pépin la bulle est une série télévisée française d'animation image par image pour jeunes enfants en 39 épisodes d'environ 5 minutes, diffusée à partir du 28 janvier 1969 sur la première chaîne de l'ORTF, puis rediffusée en 1974. Elle relate les aventures de trois jouets appartenant à un petit garçon du nom de Pépin. Celui-ci a le pouvoir magique de faire voyager ses jouets à travers le monde à l'intérieur d'une bulle de savon.
Cette série est une création d'Italo Bettiol et Stefano Lonati - qui créeront ensuite Chapi Chapo - et sont associés dans la société Belokapi. Le scénario est de Michel Karlof qui est à l'origine de l'idée de départ.
Au Québec, elle est diffusée en 1970 dans Bobino à la Télévision de Radio-Canada, et rediffusée dès décembre 1985 sur TVJQ.

## Technique
La technique utilisée consiste à placer sur la scène des objets représentant les personnages (poupées articulées) ou les décors. La disposition des objets est modifiée entre chaque image puis la scène est photographiée. Les photographies sont ensuite montées pour produire le film final.
Le tournage a lieu dans une maison près de Senlis dans l'Oise où se sont installés Bettiol et Lonati. Une grande pièce y est consacrée avec un grand plateau, des ateliers et une table de montage.
François de Roubaix a composé la musique de la chanson du générique, sur des paroles de Michel Karlof, qui est interprétée par Jean-Jacques Gallard, soliste de la chorale des Petits Chanteurs d'Asnières.
Les bruitages se révèlent être d'inspiration contemporaine. De nombreuses incursions musicales sont très imaginatives, de toute évidence sérielles, concrètes ou bruitistes : les facéties de Garatakeu sont accompagnées par des interventions de marimba dont l'écriture est dodécaphonique ; ou bien par des soli de batterie accordée très « jazzy » (on reconnaît les mêmes sur la bande musicale de Chapi Chapo!). L'araignée dans sa toile est illustrée musicalement par un effet larsen (ou bien un thérémin?) ; La lourde déambulation de Clapotis est rythmée par un tom basse (ou des timbales de concert?)…
La bande son originale ayant brûlé, la production a demandé à Étienne Charry (cofondateur du groupe Oui-Oui) de remplacer la musique de François de Roubaix. Avec cela est également venu un nouveau doublage, qui a été publié en VHS.
À ce propos, il est curieux de constater que le générique de François de Roubaix a été interprété sur un marimba accordé en « microtonal », alors que le générique interprété par Charry est accordé « à l'occidentale », c'est-à-dire en demi-tons. Le générique de Roubaix, joué sur marimba accordé à « l'africaine » rappelle un peu celui du feuilleton Daktari, contemporain de Pépin la Bulle.
Au Royaume-Uni, des versions éditées des épisodes ont été diffusées dans le cadre de la série pour enfants Playbox de Ragdoll Productions. La série mettait en vedette un chat et un chien se livrant à diverses activités, notamment des chansons, des histoires, des jeux et des dessins. Les épisodes de Pépin ont été présentés à la fin de chaque épisode de Playbox dans le cadre du segment d'histoire, et ont été racontés par le chat (exprimé par Pat Coombs). Le scénario a été quelque peu improvisé d'une manière similaire à la version anglaise de Le Manège enchanté. Dans la version anglaise, Brigantine est renommé Polly et les personnages animaux sont simplement nommés Monkey (Singe), Hippo et Toucan.

## Bande originale
- Pépin la bulle, composition de François de Roubaix, interprétée par Jean-Jacques Gallard, alors soliste de la chorale des Petits Chanteurs d'Asnières

## Les personnages
- Pépin : un petit garçon, contrairement aux autres personnages, ce n'est pas un objet, le rôle est en effet joué par Dominique, le fils de Michel Karlof. Il porte un béret orange surmonté d'un pompon vert. Il n'apparait qu'au début de chaque épisode dans une scène qui a été filmée une fois pour toutes
- Brigantine : une poupée représentant une petite fille modèle habillée en rose, elle a deux nattes qui se soulèvent en fonction de ses émotions
- Garatakeu : un singe facétieux, il joue du xylophone et utilise souvent des expressions comme « cent millions de cacahuètes », « mille kilos de cacahuètes » ou « misère et peau de banane », lui aussi porte un béret à pompon comme Pépin (mais entièrement vert)
- Fouretout : un petit toucan, il porte un costume, des lorgnons sur son bec et un chapeau melon
- Bamao : un pygmée
- Clapotis : un gros hippopotame bleu avec un museau rose
- Kimono : une petite japonaise en tenue traditionnelle
- Bruissemendailes : un gros papillon rose

## L'histoire
Pépin, un jeune garçon, possède trois jouets (la poupée Brigantine, le singe Garatakeu et le toucan Fouretout). Il a le pouvoir de les faire voyager à travers le monde à l'intérieur d'une bulle de savon. Les trois jouets se retrouvent ainsi en Afrique ou au Japon.
Chaque épisode commence par la même scène d'introduction de près d'une minute. Alors que Garatakeu est en train de jouer du xylophone sous le regard de Brigantine et Fouretout, Pépin lit un livre dont la page de couverture est illustrée par les trois jouets dans une bulle et le titre de l'épisode apparaît en surimpression. Fouretout, installé sur le xylophone, prononce alors la formule suivante « Hola ! Pépin, tu nous oublies, c'est l'heure ! », Pépin caresse alors doucement le bec de Fouretout avec son index, puis Brigantine lui demande « Fais-nous prendre l'air. Tu veux bien ? » et Garatakeu termine par « Oh oui ! Pépin, la bulle ! la bulle ! ». Pépin prend alors un tube et souffle une bulle de savon qu'il dispose sur les trois jouets pour les englober complètement et prononce la formule magique « Bulle, envole-toi ». Il prend la bulle dans ses mains, va vers la fenêtre ouverte et souffle sur la bulle qui s'envole dans les airs avec les trois jouets à l'intérieur.
La bulle va alors les amener dans un pays lointain, soit en Afrique où ils rencontreront Bamao et l'hippopotame Clapotis, soit au Japon où ils rencontreront la jeune Kimono et le papillon Bruissemendailes.
On ne voit plus Pépin dans le reste de l'histoire.

## Épisodes
1. L'Anniversaire de Clapotis
2. La Leçon de judo
3. Clapotis veut son hamac
4. La Boîte à musique
5. Clapotis joue et gagne
6. Le Ballon truqué
7. Le Camouflage
8. La Photo truquée
9. Clapotis a soif
10. La Magie de la peinture
11. Les Cinq Interprétations
12. Garatakeu aime les fleurs
13. Le Carnaval de Clapotis
14. Clapotis aime les bananes
15. Le Yoyo indocile
16. Bamao fabrique une allumette
17. Clapotis avale son sifflet
18. Bruissemendailes a des visions
19. Les Échasses
20. Clapotis veut une niche
21. Les Ombres chinoises
22. Bamao vit avec son temps
23. Brigantine veut un éléphant
24. La Prestidigitation
25. Bamao prend son bain
26. La Toile d'araignée
27. L'Adorable Clapotis
28. Xylophone et koto
29. Garatakeu vise et tire
30. Bamao le Grand
31. Garatakeu invente la cuiller
32. Brigantine millionnaire
33. Brigantine fait du vélo
34. Le Calumet de la paix
35. Le Mat de la cocagne
36. Les Graines magiques
37. Les Fleurs artificielles
38. Le Portrait du maître
39. Une belle balançoire